# Сан Марчело Пистойезе
Сан Марчѐло Пистойѐзе (на италиански: San Marcello Pistoiese) е градче в Централна Италия, община Сан Марчело Пительо, провинция Пистоя, регион Тоскана. Разположено е на 623 m надморска височина.